# Irlanda en los Juegos Paralímpicos de Seúl 1988
Irlanda estuvo representada en los Juegos Paralímpicos de Seúl 1988 por un total de 53 deportistas, 42 hombres y 11 mujeres.

## Medallistas
El equipo paralímpico irlandés obtuvo las siguientes medallas:
| Nombre | Deporte            | Evento                             |
| --- | ------------------ | ---------------------------------- |
| Oro |                    |                                    |
| Theresa Ward | Atletismo          | 100 m C7 femenino                  |
| Alma Rock | Atletismo          | 100 m C8 femenino                  |
| John Twomey | Atletismo          | Disco 2 masculino                  |
| Paul Cassin | Atletismo          | Disco C3 masculino                 |
| Ronan Tynan | Atletismo          | Disco A3A9 masculino               |
| Darrin Jordan | Atletismo          | Eslalon C2 masculino               |
| Michael McCormack | Atletismo          | Kick-Ball C2 masculino             |
| Martin Costello | Atletismo          | Peso C3 masculino                  |
| Lorraine Gallagher David Boland Martin Costello Darrin Jordan                                                                                          | Atletismo          | 4 × 100 m C2-3 mixto               |
| Tom Leahy | Bochas             | Individual C2 mixto                |
| Teresa Mullen | Bolos sobre hierba | Individual 2-6 femenino            |
| Gerard Dunne | Natación           | 100 m espalda 6 masculino          |
| Gerard Dunne | Natación           | 100 m mariposa 6 masculino         |
| Plata |                    |                                    |
| Lorraine Gallagher | Atletismo          | Disco C3 femenino                  |
| Lorraine Gallagher | Atletismo          | Maza C3 femenino                   |
| Cathy Dunne-Fitzpatrick | Atletismo          | Disco 3 femenino                   |
| Theresa Ward | Atletismo          | Jabalina C7 femenino               |
| Christina Dodrill | Atletismo          | Peso 2 femenino                    |
| Darrin Jordan | Atletismo          | 200 m C2 masculino                 |
| John McGuinness | Atletismo          | 1500 m C8 masculino                |
| Tom Leahy | Atletismo          | Peso C2 masculino                  |
| Ronan Tynan | Atletismo          | Peso A3A9 masculino                |
| William Behan Francis Bell | Bolos sobre hierba | Dobles 2-6 masculino               |
| Michael White | Snooker            | Clase abierta masculino            |
| Bronce |                    |                                    |
| Camilla McMahon | Atletismo          | 100 m C8 femenino                  |
| Kay McShane | Atletismo          | 800 m 4 femenino                   |
| Kay McShane | Atletismo          | Maratón 4 femenino                 |
| Christina Dodrill | Atletismo          | Disco 2 femenino                   |
| Cathy Dunne-Fitzpatrick | Atletismo          | Pentatlón 3 femenino               |
| Darrin Jordan | Atletismo          | 100 m C2 masculino                 |
| Darrin Jordan | Atletismo          | 400 m C2 masculino                 |
| John McGuinness | Atletismo          | 5000 m campo a través C8 masculino |
| Tom Leahy | Atletismo          | Maza C2 masculino                  |
| Gerard Naughton | Atletismo          | Peso C4 masculino                  |
| David Boland | Atletismo          | Kick-Ball C2 masculino             |
| Ronan Tynan | Atletismo          | Jabalina A3A9 masculino            |
| Peter Alexander Alan Ball Paul Cassin Carlos Keating Patrick Kelly James Leisk Danny McCarthy John McGuinness David McNally Anthony Nolan Sean Plummer | Fútbol 7           | Torneo masculino                   |
| Gerard Dunne | Natación           | 100 m libre 6 masculino            |
| Gerard Dunne | Natación           | 400 m libre 6 masculino            |
| Gerard Dunne | Natación           | 200 m estilos 6 masculino          |
| Sean McGrath | Natación           | 100 m braza A4 masculino           |
| Equipo | Tenis de mesa      | Equipo C5-C8 masculino             |